# Москаленко, Валерий Васильевич
Валерий Васильевич Москаленко (14.11.1939, Мелеуз — 17.01.2014, Нижний Новгород) — конструктор РЛС, лауреат Государственной премии СССР (1987).
В 1957—1959 гг. ученик слесаря и слесарь на механическом заводе. Окончил физико-технический факультет Горьковского политехнического института им. А. А. Жданова по специальности «Физико-энергетические установки» (1964), работал в ОКБМ в должности инженера-конструктора.
С 1968 г. в Горьковском (Нижегородском) НИИ радиотехники: в 1968—1974 гг. — старший инженер, конструктор 1 категории, ведущий конструктор, в 1974—1986 гг. — начальник отдела, в 1986—1993 — начальник конструкторского отделения, заместитель главного инженера, в 1993—1994 гг. — заместитель директора по производству. 
С 1994 по 2006 г. — директор института. В период его руководства численность коллектива увеличилась с 1600 до 2500 человек, а средний возраст сотрудников снизился с 47 до 42 лет.
Лауреат Государственной премии СССР (1987) — за разработку первой в мире подвижной трехкоординатной РЛС «Небо» метрового диапазона волн (как заместитель главного конструктора по РЛС 55Ж6).
Лауреат премии им. А. Н. Косыгина (2002). Награждён орденом Почёта (1997), медалью «За трудовое отличие» (1978), Благодарностью Президента Российской Федерации (1999), знаком «Почётный радист» (1998).
Почётный гражданин Нижегородской области (2004).
Скоропостижно умер 17 января 2014 года. Похоронен на кладбище «Марьина Роща» — 10 новый квартал.